# Кіпр на зимових Олімпійських іграх 2014
Кіпр на зимових Олімпійських іграх 2014 року у Сочі був представлений 2 спортсменами в 1 виді спорту — гірськолижний спорт. Прапороносцем на церемонії відкриття Олімпіади був гірськолижник Константинос Папаміхаель.
Країна удесяте взяла участь в зимових Олімпійських іграх. Кіпріотські спортсмени не здобули жодної медалі.

## Спортсмени
| Вид спорту          | Чоловіки | Жінки | Всього |
| ------------------- | -------- | ----- | ------ |
| Гірськолижний спорт | 1        | 1     | 2      |
| Усього              | 1        | 1     | 2      |

## Гірськолижний спорт
| Спортсмен                | Дисципліна                   | Спуск 1       | Спуск 1       | Спуск 2       | Спуск 2       | Разом         | Разом         | Разом |
| Спортсмен                | Дисципліна                   | Час           | Місце         | Час           | Місце         | Час           | Місце         |       |
| ------------------------ | ---------------------------- | ------------- | ------------- | ------------- | ------------- | ------------- | ------------- | ----- |
| Константинос Папаміхаель | гігантський слалом, чоловіки | 1:35.74       | 69            | 1:37.37       | 66            | 3:13.11       | 64            |       |
| Константинос Папаміхаель | слалом, чоловіки             | не фінішував  | не фінішував  | не фінішував  | не фінішував  | не фінішував  | не фінішував  |       |
| Александра Тейлор        | слалом, жінки                | не фінішувала | не фінішувала | не фінішувала | не фінішувала | не фінішувала | не фінішувала |       |